# Арабский социалистический союз (Ливия)
Ливийский арабский социалистический союз (араб.  الاتحاد الاشتراكى العربى, Al-Ittiḥād Al-Ištirākī Al-ʿArabī Al-Liby‎) — правящая и единственная легальная политическая партия Ливийской Арабской Республики в 1971—1977 годах.

## Основание партии
В результате осуществлённого армейскими офицерами военного переворота 1 сентября 1969 года, названного Сентябрьской революцией Королевство Ливия прекратило своё существование и была провозглашена Ливийская Арабская Республика. К власти пришёл Совет революционного командования во главе с капитаном Муаммаром Каддафи.
В начале 1971 года новые руководители Египта, Ливии и Сирии пришли к соглашению об объединении их стран в Федерацию Арабских Республик, при этом предполагая превращение правившего в Египте Арабского социалистического союза в общеарабскую партию.
11 июня 1971 года Совет революционного командования Ливии принял решение о создании массовой политической партии Арабский социалистический союз для вовлечения населения в проводимые революционные преобразования, защиты революции и построения «социалистического исламского общества». АСС Ливии создавался на тех же принципах, что и АСС Египта, основу его программных установок составляли принципы Национальной хартии ОАР 1962 года. Союз должен был объединять в своих рядах крестьян, рабочих, служащих, интеллигенцию и представителей «неэксплуататорского капитала» Ливии.
Подготовка к созданию АСС продолжалась все оставшиеся месяцы 1971 года и 29 октября состоялись выборы комитетов первичных организаций партии. К ноябрю в первичных организациях АСС было уже более 200.000 членов, которые были объединены в 240 первичек по территориальному признаку и в 70 базовых комитетов в общественных и профсоюзных организациях.
В январе 1972 года прошли выборы в комитеты губерний и выборы делегатов на первый Общенациональный конгресс Арабского социалистического союза, который открылся 28 марта 1972 года и официально учредил новую партию. На съезд были избраны 530 делегатов, 70 % которых представляли малоимущие слои. Конгресс принял Устав, установивший правило, что половина мест в руководящих органах союза должны занимать рабочие и крестьяне, утвердил организационную структуру АСС. К маю в Ливии был создан 371 базовый комитет АСС, в которые было вовлечено практически всё взрослое население страны.
31 мая 1972 года Совет революционного командования ЛАР издал декрет о запрещении в Ливии любой политической деятельности вне рамок Арабского социалистического союза. Незаконная политическая деятельность отныне сурово наказывалась — вплоть до применения смертной казни.

## История партии

### АСС и «народная культурная революция» (1973—1975)
Через год, 15 апреля 1973 года Муаммар Каддафи объявил о начале «народной культурной революции», которая заключалась в ликвидации воздействия на население любой идеологии, кроме исламской, чистку государственного аппарата от коррумпированных чиновников и установление народного контроля над органами власти. В стране развернулась кампания по созданию «народных комитетов по осуществлению культурной революции», которые фактически подменяли собой базовые комитеты АСС. В декабре 1973 года выборы в первичные организации АСС были проведены вновь.
В июне 1974 года II Общенациональный конгресс АСС официально закрепил за «народными комитетами» статус основных органов исполнительной власти, контролируемых Арабским социалистическим союзом.

### Новый устав АСС и «Третья всемирная теория» (1975—1976)
1 сентября 1974 года Муаммар Каддафи объявил о начале второго этапа революции, а в ноябре того же года съезд АСС принял решение о дальнейшем развитии «народной культурной революции» и усилении роли АСС. В апреле 1975 года был принят новый Устав АСС, провозгласивший новым высшим органом АСС Всеобщий народный конгресс. В августе 1975 года генеральный секретарь Б.Хаввади и министр планирования и научных исследований О.Мохейши были обвинены в заговоре и смещены с постов.

### Переход к прямому народовластию и роспуск АСС (1976—1977)
В декабре 1975 года было провозглашено начало третьего этапа революции, предусматривавшего установление прямого народовластия в соответствии с Третьей всемирной теорией Каддафи. Как отмечал А. З. Егорин,
В планах Муаммара Каддафи Арабскому социалистическому союзу отводилась роль моста, с помощь которого в стране должны были быть установлен режим народной власти.
6 января 1976 года открылся III Общенациональный конгресс АСС, который принял решение о своём преобразовании во Всеобщий народный конгресс, которому были переданы функции высшего законодательного органа. В ноябре 1976 года сессия ВНК рекомендовала провести всенародное обсуждение проекта «Декларации об установлении власти народа».
28 февраля 1977 года в городе Себха открылась внеочередная сессия Всеобщего народного конгресса, которая утвердила Декларацию и коренным образом реорганизовала государственное устройство Ливии. Была провозглашена Социалистическая Народная Ливийская Арабская Джамахирия, Совет революционного командования и Совет министров Ливийской Арабской Республики были распущены. Всеобщий народный конгресс своим решением от 3 марта 1977 года прекратил деятельность Арабского социалистического союза Ливии. Это было сделано в соответствии с положениями «Зелёной книги» Муамара Каддафи, в которой утверждалось, что партийная система в Ливии себя изжила, и «власть народа может осуществляться непосредственно через народные собрания и комитеты».
При этом в марте 1977 года официально о роспуске АСС объявлено не было, а его аппарат, включая Генеральный секретариат, слился с аппаратом Всеобщего народного конгресса.

## Задачи партии
Основными целями Арабского социалистического союза Ливии провозглашались «борьба со всеми проявлениями эксплуатации, поддержание постоянной связи с массами, мобилизация всех сил трудового народа на полезную деятельность».
А. З. Егорин отмечал:
В 1971 -1972 годах, когда формировалось новое ливийское государство АСС был полезен для СРК по двум причинам: во-первых, создание АСС укрепляло положение СРК в стране; во-вторых, АСС служил связующим звеном между новым государством и обществом, средством выявления общественного мнения и массовой коммуникации, хотя подавляющее большинство из 300 000 членов АСС и оставались пассивными…».

## Структура партии
В отличие от Египта, Сирии и Судана, где правящие партии имели свои постоянные высшие партийные органы (Политбюро, Центральный комитет, Генеральный секретариат и пр.) и возглавлялись президентом страны, в Ливии высшим партийным органом стал высший орган государства — Совет революционного командования Ливийской Арабской Республики. Кроме того, СРК имел исключительные полномочия по отношению к партии — он мог отменить любое решение АСС на любом уровне и распустить любой его орган.
Первичная организация АСС — базовый комитет — состоял из 10 человек, избиравшихся на первичной конференции. Комитет избирал секретариат и создавал специальные подкомитеты для решения местных политических вопросов. Комитет губернаторства состоял из 20 человек, в его составе так же создавались секретариат и специальные подкомитеты. На съезд Арабского социалистического союза Ливии направлялись по 10, 14 или 20 представителей провинций по количеству членов организации АСС губернаторства. Депутатами съезда — Общенационального конгресса АСС — также становились члены СРК, правительства и делегаты о «функциональных организаций». ОНК АСС должен был собираться один раз в год. Высшим органом АСС, как отмечалось выше, был Совет революционного командования Ливии, который формировал исполнительный орган Союза — Генеральный секретариат АСС. В АСС Ливии некоторое время существовал пост Генерального секретаря АСС, который в 1974—1975 годах занимал Башир Хаввади.
Членами партии могли стать граждане Ливии в возрасте от 18 лет, исключая лиц психически неполноценных, членов королевской семьи или деятелей периода королевства. В 1972 году на I Конгрессе АСС были представлены 300.000 членов партии из миллиона ливийцев, формально имеющих все права стать членами Союза.
На II Общенациональном конгрессе АСС в ноябре 1974 года была утверждена новая организационная структура партии. Решением СРК в Генеральном секретариате АСС были учреждены посты 7 секретарей:
- 1. Секретарь по массовой работе;
- 2. Секретарь по организационной работе;
- 3. Секретарь по координации и контролю;
- 4. Секретарь по вопросам идеологии;
- 5. Секретарь по вопросам экономики;
- 6. Секретарь по вопросам международных отношений;
- 7. Секретарь по межарабским связям[4].

В апреле 1975 года был принят новый Устав Союза, по которому членом АСС ЛАР мог быть не только ливиец, но и любой араб не моложе 18 лет. Низовой организацией АСС становилось народное собрание, сформированное по территориальному принципу. Народные собрания избирали низовые провинциальные комитеты, которые, в свою очередь, избирали новый высший партийный орган — Всеобщий народный конгресс. Руководители низовых и муниципальных комитетов участвовали в работе ВНК, созываемого ежегодно. Председатель СРК Муаммар Каддафи являлся Председателем Всеобщего народного конгресса.

## Общенациональные конгрессы АСС Ливии
- I Общенациональный конгресс АСС — 28 марта — 6 апреля 1972 года.
- II Общенациональный конгресс АСС — июнь 1974 года.
- III Общенациональный конгресс АСС — 6 января 1976 года.

## Численность партии
- 1972 год — 300 000 членов[14].